# Calliope
Calliope (in greco antico: Καλλιόπη?, Calliope ("Colei dalla bella voce") è un personaggio della mitologia greca. Era la musa della poesia epica e il suo nome significa "dalla bella voce". 
(Ugo Foscolo - I sepolcri - versi 175-180)

## Mitologia
Figlia di Zeus e Mnemosine e madre di Orfeo e Lino, avuti da Apollo. Altri autori parlano della sola maternità di Orfeo il quale secondo altri ancora era invece figlio di Eagro. Alla progenie di Calliope Apollodoro aggiunge anche Reso e specifica che il padre fosse Strimone; mentre Strabone vi aggiunge i Coribanti e ne indica come padre Zeus.
Quando suo figlio Orfeo fu smembrato dalle Baccanti, recuperò la testa e si trasferì sull'isola di Lesbo.
Fece da giudice nella disputa su Adone tra Afrodite e Persefone, decidendo che ognuna trascorresse con lui la stessa quantità di tempo.

## Nell'arte antica e classica
Considerata la maggiore delle Muse, era anche dea dell'eloquenza, che conferiva a re e principi. Nell'arte più antica viene raffigurata con in mano una lira mentre nell'era classica, quando le Muse furono assegnate a sfere artistiche specifiche fu eletta Musa della poesia epica e fu perciò spesso ritratta con in mano una tavoletta cerata ed uno stilo oppure una pergamena; in tale veste è invocata da Omero nell'Iliade e nell'Odissea; Dante Alighieri nella Divina Commedia la invoca nel II canto dell'Inferno e nel I canto del Purgatorio.

## Nella cultura moderna
- Calliope è stato il nome di una torpediniera di classe Spica della Regia Marina operante durante la seconda guerra mondiale.
- Nel racconto Lighea di Giuseppe Tomasi di Lampedusa, la sirena al centro del racconto dice di essere figlia di Calliope.
- Calliope è presente nel balletto Apollon musagète di Igor' Fëdorovič Stravinskij.
- Calliope è il nome che gli addetti dell'autorimessa del Quirinale diedero alla Maserati Quattroporte III presidenziale, ispirati dalla "bella voce" del suo motore V8. L'ammiraglia presidenziale fu donata dopo il 27 febbraio 1983 dal Segretariato Generale della Presidenza della Repubblica per gli scopi istituzionali del Presidente Sandro Pertini. L'autovettura è oggi in mostra al Museo storico della motorizzazione militare della Cecchignola a Roma.[13]
- Il personaggio di Calliope è presente in un racconto della serie a fumetti The Sandman: Dream Country.
- La musa Calliope è presente come antagonista nel 200º episodio della serie televisiva Supernatural.
- La musa Calliope è presente nel film d'animazione Disney Hercules.
- Nella saga di videogiochi God of War Calliope è la figlia del protagonista Kratos.
- Nella serie televisiva  Sandman è protagonista dell'episodio 11